# Dyn (entreprise)
Ne doit pas être confondu avec Dynamic DNS.
Dyn est un service informatique et l'entreprise informatique américaine éponyme. Il permet aux utilisateurs d'une adresse IP dynamique de pouvoir quand même l'associer à un nom de domaine. Le serveur DNS (Domain Name System) reçoit la nouvelle adresse IP via un petit programme et met à jour le nom de domaine ou de sous-domaine attaché à l'adresse IP.

## Histoire
Le 7 mai 2014, après 15 ans, le service devient entièrement payant. L'ensemble des comptes gratuits (plusieurs millions) sont supprimés ou convertis vers des comptes payant, au tarif minimum de 25 $ par an.
Le 21 octobre 2016, Dyn est victime d'une attaque par déni de service massive (DDoS) de plus d’un Téra-octet par seconde. De nombreux sites qui utilisent le service Dyn Managed DNS (différent de DynDNS), tels que Twitter, Ebay, Netflix, GitHub, PayPal, sont inaccessibles pendant une dizaine d'heures (de 7 h 00 à environ 17 h 00 UTC). Il a été mentionné que les attaquants se sont servis d'objets connectés piratés (comme des caméras de surveillance) pour relayer le flux de paquets massif.
En novembre 2016, à la suite de cette attaque, Dyn est acquise par Oracle pour un montant non dévoilé.

## Utilisation
DynDNS est souvent utilisé par des particuliers qui hébergent leur site web sur leur propre machine, mais qui, ne disposant pas d'adresse IP fixe, doivent actualiser régulièrement leur enregistrement DNS. Un logiciel installé sur cette machine teste l'adresse IP à intervalles réguliers et informe le serveur de DynDNS en cas de changement. Celui-ci met alors à jour les serveurs de DNS. Certaines « box » internet assurent ce changement automatiquement. La connexion sur la machine à IP dynamique s'effectue alors par l'intermédiaire du nom de domaine ou de sous-domaine. 
Si originellement l'hébergement d'un serveur web ou FTP depuis une machine sans adresse IP fixe est l'utilisation typique de DynDNS, d'autres cas deviennent courant durant les années 2010 :
- Dans le cadre de l'internet des objets, les dispositifs de vidéo surveillance peuvent bénéficier du service. Avec DynDNS, on peut accéder et visualiser les images d'une caméra sans avoir besoin de connaitre l'adresse IP de chaque appareil ;
- Les smartphones et tablettes sont souvent connectés à internet avec une adresse IP dynamique, par une connexion à internet à domicile ou par GSM, UMTS, CDMA… Un tel appareil muni d'un client DynDNS peut donc être interrogé (position, données, etc.) depuis tout appareil connecté à internet.

Un hacker qui s'était fait voler son ordinateur (contenant un serveur avec DynDNS) réussit ainsi à s'y introduire discrètement à distance et collecta toutes les informations concernant le voleur, qu'il n'eut plus qu'à transmettre à la police.